# جون دبليو. بايرنز
جون دبليو. بايرنز هو محامي وسياسي أمريكي، ولد في 12 يونيو 1913 في غرين باي في الولايات المتحدة، وتوفي في 12 يناير 1985 في مارشفيلد في الولايات المتحدة بسبب سكتة دماغية. نشط حزبياً في الحزب الجمهوري. وقد انتخب مفوض ‏ (1938 – 1940) وانتخب عضو مجلس ولاية ويسكونسن ‏ (1940 – 1944) وانتخب عضو مجلس النواب الأمريكي ‏ (3 يناير 1945 – 3 يناير 1973).